# Bachgau

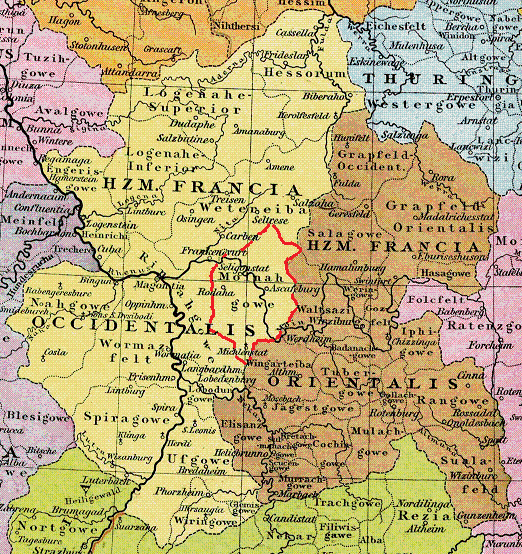
El Bachgau, al sud del Maingau, a l'entorn de l'any 1000

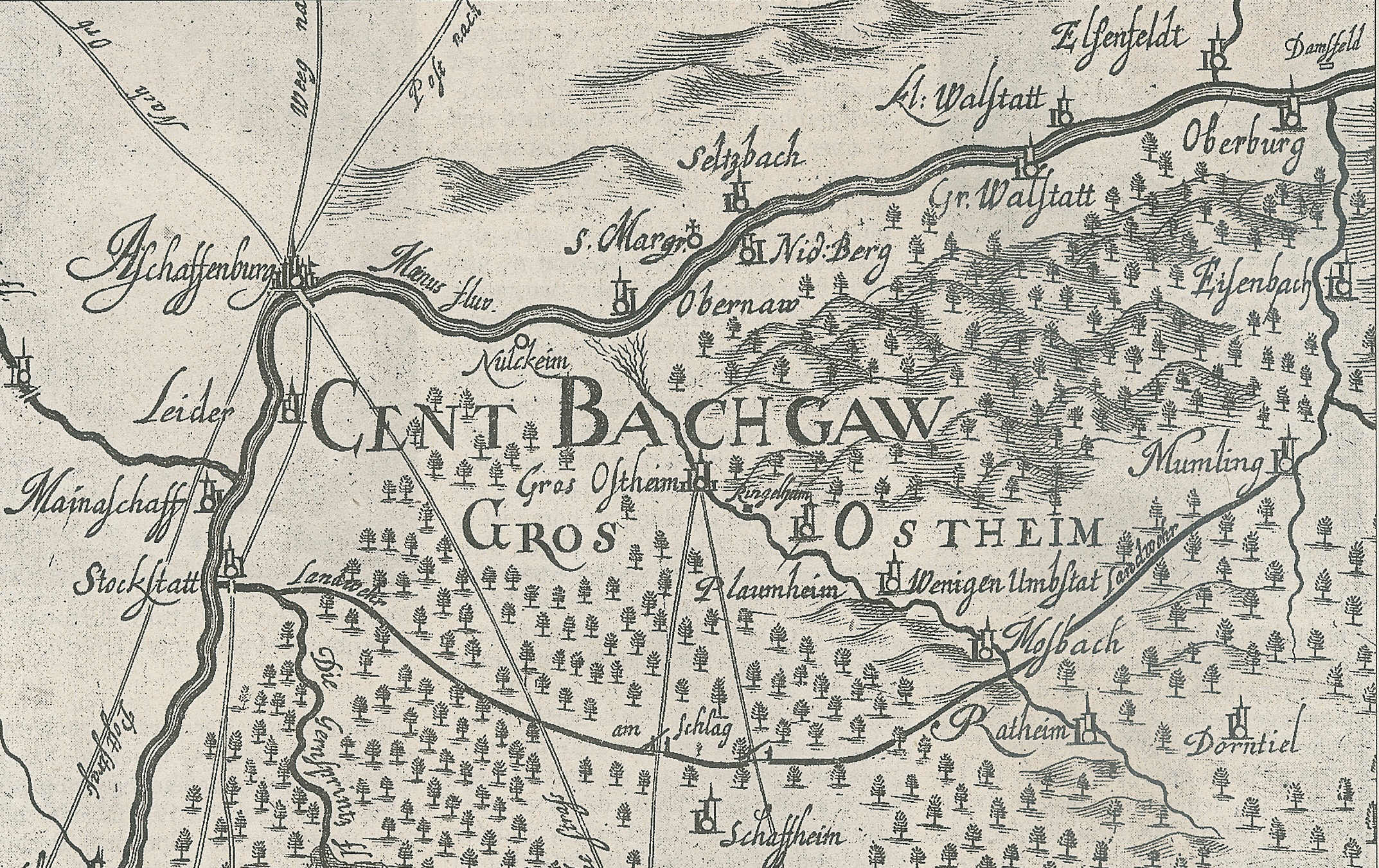
"Cent Bachgaw", gravat de Nicolaus Person 1695, amb els rius Welzbach i Main.

Bachgau és una regió històrica al sud-oest d'Aschaffenburg. El Bachgau era, com el Rodgau, part del Maingau.

## Història
El biograf de Carlemany conegut sota el nom d'Eginard, va rebre del successor de Carles, Lluís I el Pietós, algunes possessions al Bachgau i una pensió. Al voltant de 850 vivia a l'abadia de Seligenstadt al Bachgau i Eginard va expandir la ciutat i va convertir el monestir en un centre cultural de l'edat mitjana. I gràcies als ossos de dos sants, Marcel·lini i Pere, Eginard Seligenstadt es va convertir en un lloc de curació que oferia protecció contra malalties com ara la pesta.
Al final del segle xiii i a partir del XIV va ser objecte de diversos canvis de domini dins el Sacre Imperi Romanogermànic, entre l'Arxidiòcesi de Magúncia (1278, 1309) i el comtat d'Hanau (al voltant de 1278 i 1298-1308). Del Bachgau eren els llocs de Großostheim amb els districtes de Ringsheim, Pflaumheim i Umstadt, el municipi de Schaafheim amb els districtes de Mosbach i Radheim, i el municipi de Stockstadt am Main; el municipi més gran del Bachgau és Großostheim.
Actualment, la Bachgau inclou els llocs Großostheim amb els districtes Ringheim, Pflaumheim i Wenigumstadt al costat bavarès i la comunitat Schaafheim amb els districtes Mosbach i Radheim a Hesse. El centre i la comunitat més gran del Bachgau és el mercat de Großostheim.